# ハバード・メダル

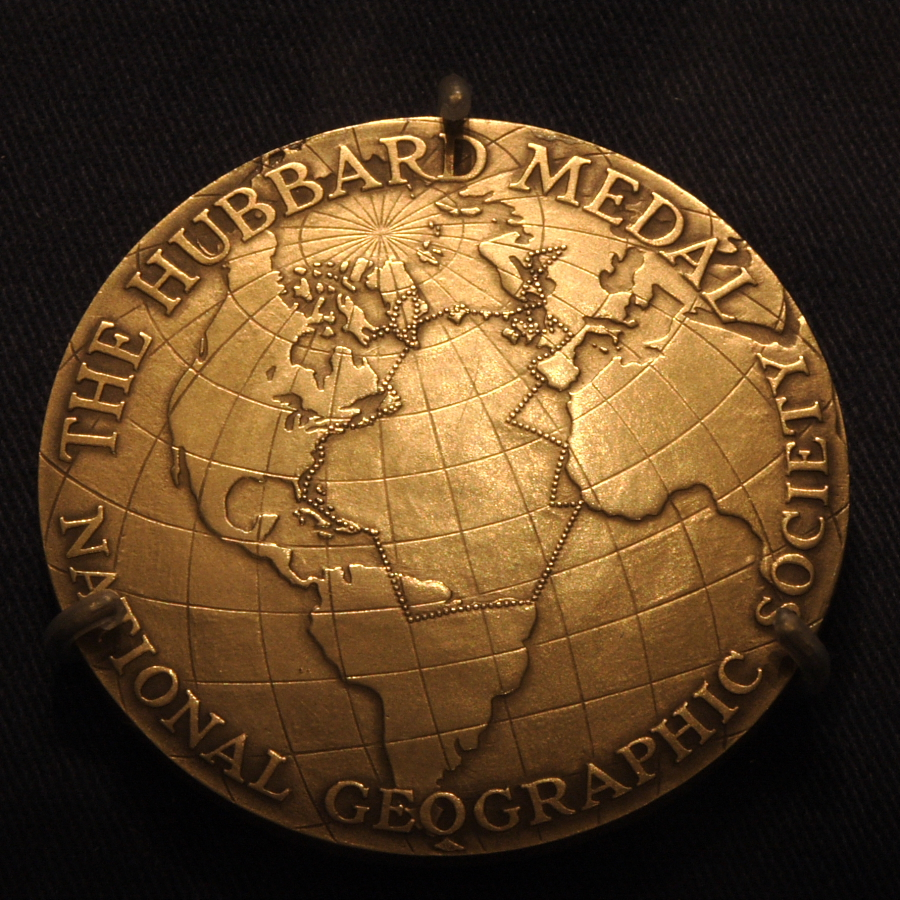
アン・モロー＝リンドバーグに送られたメダルは飛行経路がデザインされている

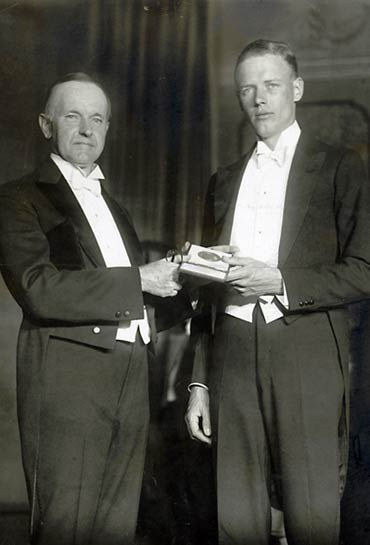
クーリッジ大統領からメダルを受け取るチャールズ・リンドバーグ

ハバード・メダル（Hubbard Medal）は、ナショナルジオグラフィック協会が顕著な探検や発見・研究を行った人物に贈る賞である。賞の名前は、ナショナルジオグラフィック協会初代会長のガーディナー・グリーン・ハバードに由来する。

## 受賞者一覧
| 年度 | 受賞者                                                                       | 職業                                           | 受賞理由 |
| ---- | ---------------------------------------------------------------------------- | ---------------------------------------------- | --- |
| 1906 | ロバート・ピアリー                                                           | 極地探検家                                     | 人類による最北の探検                                                                                          |
| 1907 | ロアール・アムンセン                                                         | 極地探検家                                     | 初の北西航路の通過                                                                                            |
| 1909 | ロバート・バートレット                                                       | 極地探検家                                     | |
| 1910 | アーネスト・シャクルトン                                                     | 極地探検家                                     | |
| 1926 | リチャード・バード                                                           | 極地探検家、飛行士                             | 初の北極点上空の飛行                                                                                          |
| 1927 | チャールズ・リンドバーグ                                                     | 飛行士                                         | 初の大西洋横断単独飛行                                                                                        |
| 1931 | ロイ・チャップマン・アンドリュース                                           | ゴビ砂漠の探検                                 | |
| 1934 | アン・モロー・リンドバーグ                                                   | 飛行士                                         | 1931年と1933年の夫チャールズの飛行を、無線通信士・副操縦士として支えたことに対して                            |
| 1935 | オービル・A・アンダーソンとアルバート・ウィリアム・スティーブンス            | 気球操従者                                     | 熱気球「エクスプローラII」による高度記録の達成                                                                |
| 1954 | イギリスのエベレスト登山隊                                                   | 登山家                                         | エベレスト初登頂（団体受賞）                                                                                  |
| 1958 | ポール・サイプル                                                             | 極地探検家                                     | 数度にわたる南極探検                                                                                          |
| 1959 | アーレイ・バーク ジョージ・J・デュフェク                                     | 米海軍軍人                                     | 南極科学観測基地の設立                                                                                        |
| 1962 | ジョン・ハーシェル・グレン                                                   | 宇宙飛行士                                     | 地球を周回した最初のアメリカ人                                                                                |
| 1962 | ルイス・リーキーとメアリー・リーキー                                         | 古人類学者                                     | |
| 1963 | ノーマン・ディーレンファースと登山隊                                         | 登山家                                         | エベレスト山頂に到達した最初のアメリカ隊                                                                      |
| 1969 | フランク・ボーマン ジム・ラヴェル ウィリアム・アンダース                     | 宇宙飛行士                                     | 人類初の月飛行                                                                                                |
| 1970 | ニール・アームストロング エドウィン・オルドリン マイケル・コリンズ           | 宇宙飛行士                                     | 人類初の月面着陸                                                                                              |
| 1981 | ジョン・ハーシェル・グレン ロバート・クリッペン                              | 宇宙飛行士                                     | 初のスペースシャトルによる飛行                                                                                |
| 1994 | リチャード・リーキー                                                         | 古人類学者                                     | |
| 1995 | ジェーン・グドール                                                           | 環境活動家                                     | [ 8 ] |
| 1996 | ロバート・バラード                                                           | 水中探検家                                     | 沈没した客船「タイタニック」の発見                                                                            |
| 1999 | ベルトラン・ピカールとブライアン・ジョーンズ                                 | 気球乗り                                       | |
| 2000 | マシュー・ヘンソン                                                           | 極地探検家                                     | 第1回の受賞者・ロバート・ピアリーと共に極地を探検したが、当時は人種偏見から賞が与えられなかったため、死後受賞 |
| 2010 | ドン・ウォルシュ                                                             | 海洋学者                                       | 潜水艇「トリエステ号」による潜水                                                                              |
| 2012 | ジャック・ピカール                                                           | 海洋学者                                       | 初のマリアナ海溝の探検                                                                                        |
| 2013 | シルヴィア・アール ジェームズ・キャメロン エドワード・オズボーン・ウィルソン | 生物学者 映画監督/探検家 生物学者              | 海洋探検 海洋探検 生物学的調査                                                                                |
| 2015 | ジョージ・シャラー                                                           | 生物学者                                       | 世界で最も絶滅の危機に瀕している種の幸福に対する揺るぎない献身に対して                                        |
| 2016 | ミーブ・リーキー ナイノア・トンプソン                                        | 古人類学者 航海士                              | |
| 2017 | ニール・ドグラース・タイソン                                                 | 天体物理学者、作家、サイエンスコミュニケーター | [ 11 ] |
| 2018 | ピーター・ハミルトン・レーブン                                               | 生物学者、環境保護主義者                       | [ 12 ] |